# Південний монастир
Південний монастир (також Благовіщенський монастир) — кримський середньовічний (XIV—XV століття) і сучасний печерний монастир, розташований у південних обривах плато Баба-Даг (Мангуп).

## Опис
Виходячи з факту, що ієромонах Матвій, який відвідав Мангуп в 1395 році, описує монастирську церкву, практично, в сучасному вигляді, захоплюючись фресками (при цьому місто досить давно було безлюдне), можна припустити, що монастир міг бути влаштований в середині XIV століття (можливо, відповідно до відомого напису — близько 1362 року).
Приміщення монастиря вирубані в скелі з використанням природного грота в середній частині південного урвища, до якого пробитий тунель з невеликого, а також природного грота у підніжжі урвища. У східному боці монастирського гроту влаштована витягнута на схід печерна зальна церква з трьома вирубними гробницями в підлозі, на протилежній розташовувалися келії, розраховані на перебування 3—4 ченців. Стіни головного нефа прикрашені профільованим карнизом, наприкінці зали невисока (до 1 м) перешкода відокремлює вівтар із глибокою арочною нішою апсиди, в центрі вівтаря у підлозі вирубано прямокутну в плані основу престолу. Фрескові розписи — найвідоміша деталь храму, що покривали апсиду з нішою і конхою, арку, що обрамляє вівтар і фриз над аркою. А. Герцен, аналізуючи ретельне, навіть розкішне оздоблення інтер'єрів, висловив припущення, що монастирська церква була усипальницею знатної (можливо князівської) родини Феодоро. Розкопками 2008 року відкриті залишки водозбірної цистерни, що функціонувала під час життя монастиря.

Перший опис монастиря міститься у поемі «Оповідання про місто Феодоро. Вірші Матвія, негідного і нікчемного жерця» ієромонаха Матвія, спрямованого патріархом Антонієм IV у серпні 1395 року в Хазарію, як екзарх і відвідав Мангуп:
Знайшовши сходи тверді з самородного каменю, я спустився вниз у середину землі і побачив там підлогу і стелю з самородної скелі, висічені дуже приємні палаци, келії, світлоносні (вікна) красиві, спрямовані на схід, і строкаті прикраси дивовижні, які, великою приємністю наповнені, красиво спрацьовані.

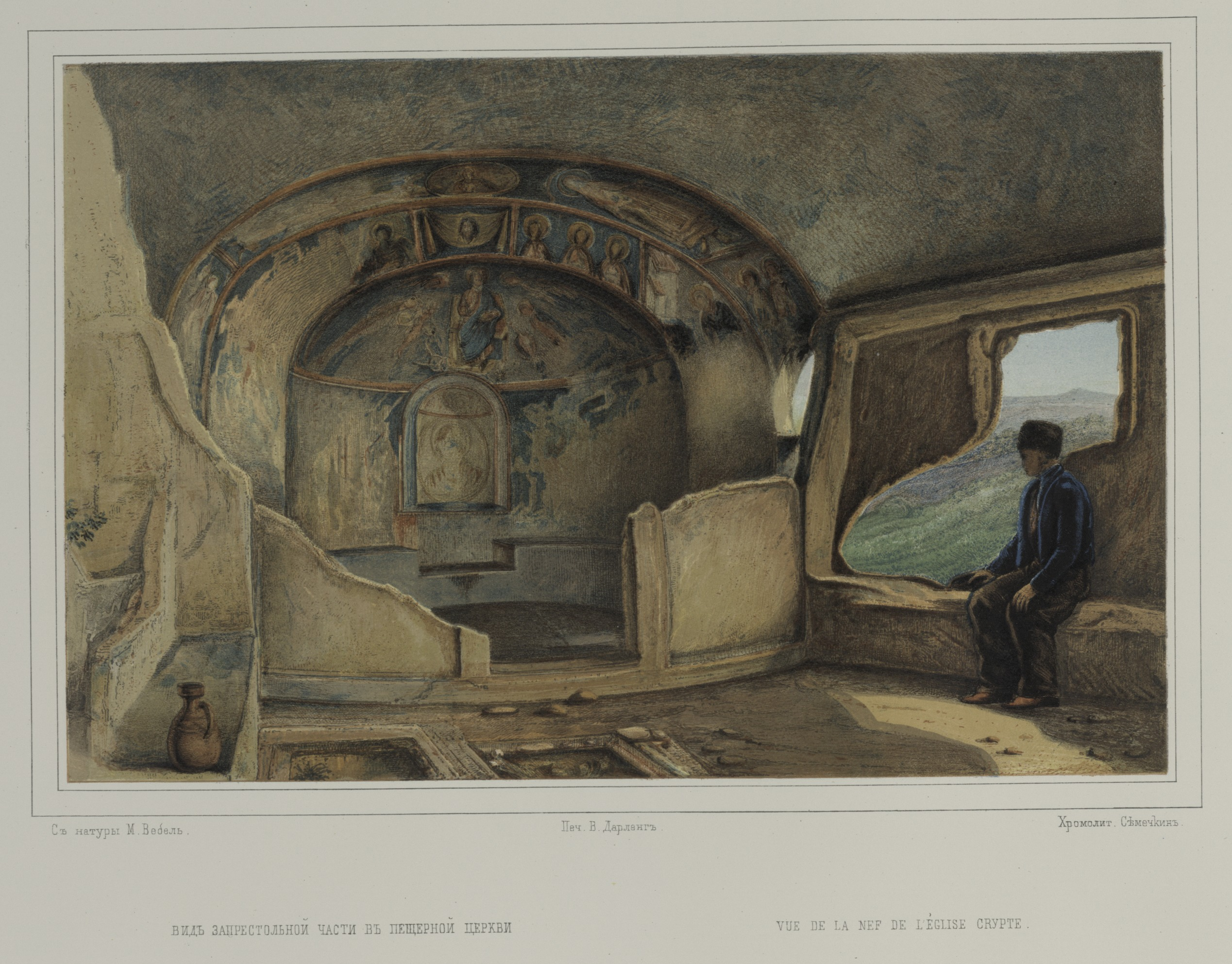
Південний монастир. Церква. М. Вебель. З невиданого альбому А. С. Уварова, 1853
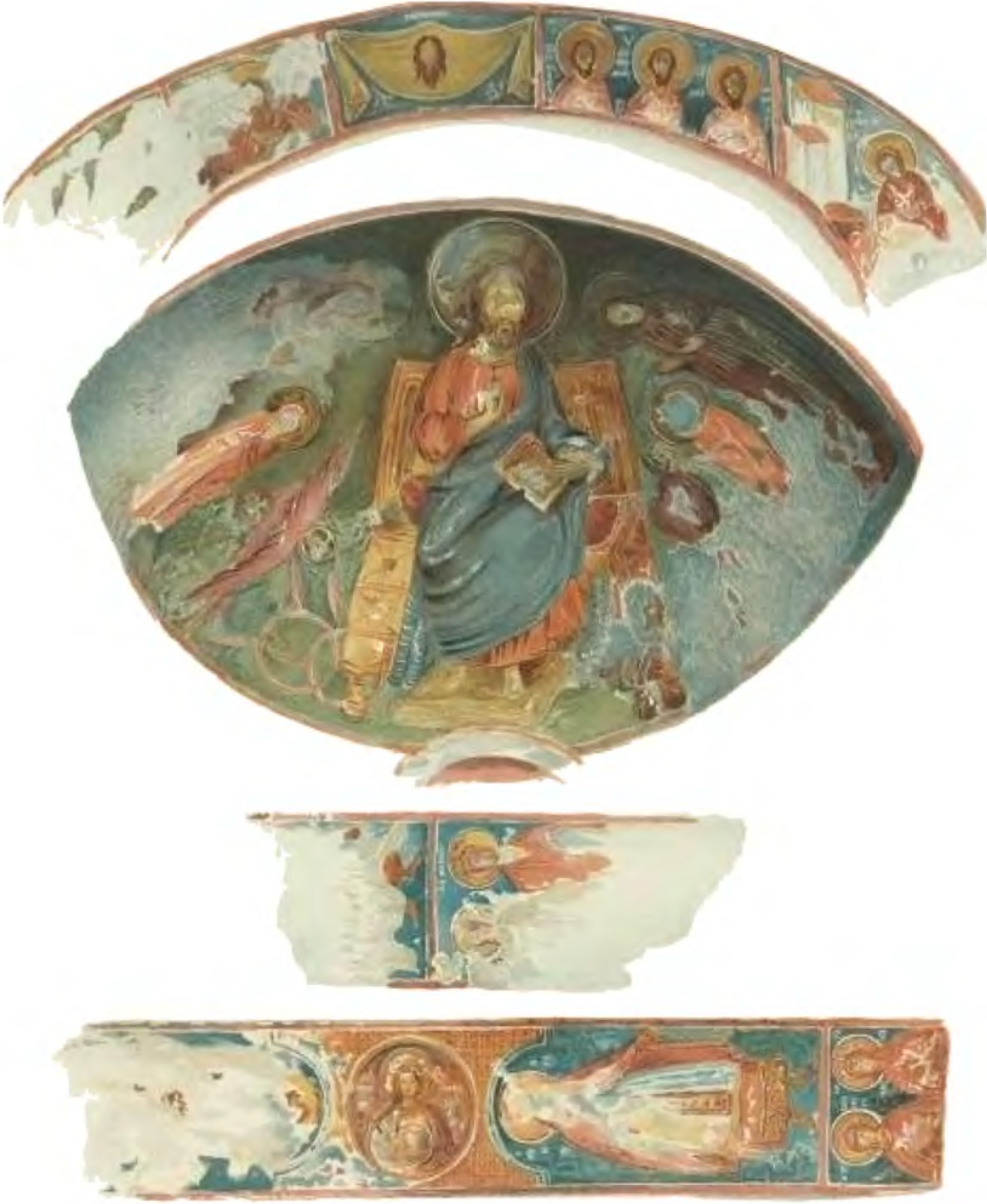
М. Вебель. Фрески церкви Південного монастиря. З невиданого альбому А. С. Уварова 1853

Науковий опис Південного монастиря та фресок залишив О. Уваров у своєму ще не опублікованому рукописі про дослідження 1853 року, супроводженого малюнками М. Вебеля. У листопаді 1889 року інженер Агєєнко склав креслення та описи монастирської церкви, які відправив до археологічної комісії; результатом було обстеження пам'ятника О. Стевеном та А. Маркевичем, які дитували храм XIV—XV століттям. У 1912—1913 роках, експедицією під керівництвом Р. Лепера було здійснено розчищення церкви. О. Домбровський у праці «Фрески середньовічного Криму» 1966 року докладно розглянув розписи храму і датував її XIV—XV століттям, Ю. Могаричов, спираючись на мізерні результати досліджень монастиря (відсутність на скелі культурного шару), обережно датував його існування XIV—XV століттям.
У 2002 році, за благословенням митрополита Сімферопольського і Кримського Лазаря, почалося відновлення монастиря, під ім'ям Благовіщенського, першим намісником і будівельником був ігумен, Іакінф (Тєлєґа), після його смерті посада намісника (на кінець 2021 року) тимчасово виконує архімандрит Варнава (Шкурдода), намісник монастиря в ім'я святителя Миколи Чудотворця (у селі Холмівка).